# Romblon (Romblon)
Romblon is een gemeente in de Filipijnse provincie Romblon op het gelijknamige eiland Romblon en de kleinere eilandjes Cobrador, Alad en Logbon. Bij de laatste census in 2007 had de gemeente bijna 38 duizend inwoners.

## Geografie

### Bestuurlijke indeling
Romblon is onderverdeeld in de volgende 31 barangays:
| - Agbaluto - Agbudia - Agnaga - Agnay - Agnipa - Agpanabat - Agtongo - Alad - Bagacay - Barangay I - Barangay II | - Barangay III - Barangay IV - Cajimos - Calabogo - Capaclan - Cobrador - Ginablan - Guimpingan - Ilauran - Lamao | - Li-o - Logbon - Lonos - Lunas - Macalas - Mapula - Palje - Sablayan - Sawang - Tambac |

## Demografie
Romblon had bij de census van 2007 een inwoneraantal van 37.544 mensen. Dit zijn 932 mensen (2,5%) meer dan bij de vorige census van 2000. De gemiddelde jaarlijkse groei komt daarmee uit op 0,35%, hetgeen lager is dan het landelijk jaarlijks gemiddelde over deze periode (2,04%). Vergeleken met de census van 1995 is het aantal mensen met 3.254 (9,5%) toegenomen.

De bevolkingsdichtheid van Romblon was ten tijde van de laatste census, met 37.544 inwoners op 86,87 km², 394,7 mensen per km².

## Geboren in Romblon
- N.V.M. Gonzalez (8 september 1915), schrijver en nationaal kunstenaar van de Filipijnen (overleden 1999).